# Grabieniec (Łódź)
Grabieniec (dawn. Grabienice) – osiedle w Łodzi, położone w dzielnicy Bałuty, włączone do Łodzi w 1946.

## Historia
Grabieniec pojawił się w źródłach na przełomie XVIII i XIX wieku jako oczynszowana osada olęderska. Według danych z 1822 roku Grabieniec przynależący do parafii zgierskiej zamieszkiwało 348 osób mieszkających w 43 domach, należących głównie do biedoty, zatrudnionej przeważnie przy wyrębie lasów oraz w okolicznych hutach szkła. We wsi znajdowała się w czasach Królestwa Kongresowego szkoła elementarna.
Od 1867 w gminie Rąbień. W okresie międzywojennym należał do powiatu łódzkiego w woj. łódzkim. W 1921 roku liczba mieszkańców wynosiła 387. 1 września 1933 utworzono gromadę (sołectwo) o nazwie Grabieniec w granicach gminy Rąbień, składającą się ze wsi Grabieniec, Mikołajew i Odzierady. Podczas II wojny światowej włączona do III Rzeszy.
Po wojnie Grabieniec powrócił na krótko do powiatu łódzkiego woj. łódzkim, lecz już 13 lutego 1946 włączono go do Łodzi.